# Leptothorax specularis
Leptothorax specularis är en myrart som beskrevs av Carlo Emery 1916. Leptothorax specularis ingår i släktet smalmyror, och familjen myror. Inga underarter finns listade i Catalogue of Life.